# San Ramón (kanton)
San Ramón is een stad (ciudad) en gemeente (cantón) in de provincie Alajuela in Costa Rica. Het beslaat een oppervlakte van 1019 km² en heeft een inwonersaantal van 90.000.
De gemeente is onderverdeeld in dertien deelgemeenten (distrito): San Ramón (de eigenlijke stad), Alfaro, Angeles, Concepción, Peñas Blancas, Piedades Norte, Piedades Sur, Santiago, San Isidro, San Juan, San Rafael, Volio en Zapotal.